# Bledian Krasniqi
Bledian Krasniqi (Zürich, 2001. június 17. –) svájci korosztályos válogatott labdarúgó, a Zürich középpályása.

## Pályafutása

### Klubcsapatokban
Krasniqi a svájci Zürich városában született. Az ifjúsági pályafutását a helyi Zürich akadémiájánál kezdte.
2018-ban mutatkozott be a Zürich első osztályban szereplő felnőtt csapatában. 2018. november 29-én az AÉ Kítion Lárnakasz elleni Európa-liga-mérkőzésen debütált. A 2019–20-as és a 2020–21-es szezonban kölcsönben a másodosztályú Wil csapatát erősítette, ahol összesen 67 mérkőzésen öt gólt ért el. A ligában először 2021. július 25-én, a Lugano ellen 2–0-ra megnyert mérkőzésen lépett pályára a Zürich színeiben.

### A válogatottban
Krasniqi az U15-östől egészen az U21-esig minden korosztályban képviselte Svájcot.
2021-ben debütált a svájc U21-es válogatottban. Először 2021. szeptember 3-án, Gibraltár ellen 4–0-ra megnyert EB-selejtező 69. percében Gabriel Barès cseréjeként lépett pályára.

## Statisztika
2023. május 29. szerint.
| Klub             | Szezon   | Bajnokság              | Bajnokság | Bajnokság | Kupa  | Kupa  | Nemzetközi | Nemzetközi | Összesen | Összesen |
| Klub             | Szezon   | Bajnokság              | Mérk.     | Gólok     | Mérk. | Gólok | Mérk.      | Gólok      | Mérk.    | Gólok    |
| ---------------- | -------- | ---------------------- | --------- | --------- | ----- | ----- | ---------- | ---------- | -------- | -------- |
| Zürich           | 2018–19  | Swiss Super League     | 0         | 0         | 0     | 0     | 3          | 0          | 3        | 0        |
| Zürich           | 2021–22  | Swiss Super League     | 23        | 0         | 3     | 1     | 0          | 0          | 26       | 1        |
| Zürich           | 2022–23  | Swiss Super League     | 32        | 1         | 1     | 1     | 8          | 0          | 40       | 2        |
| Zürich           | Összesen | Összesen               | 55        | 1         | 4     | 2     | 11         | 0          | 69       | 3        |
| Wil (kölcsönben) | 2019–20  | Swiss Challenge League | 32        | 1         | 2     | 1     | 0          | 0          | 34       | 2        |
| Wil (kölcsönben) | 2020–21  | Swiss Challenge League | 35        | 4         | 0     | 0     | 0          | 0          | 35       | 4        |
| Wil (kölcsönben) | Összesen | Összesen               | 67        | 5         | 2     | 1     | 0          | 0          | 69       | 6        |
| Összesen         | Összesen | Összesen               | 122       | 6         | 6     | 3     | 11         | 0          | 138      | 9        |

## Fordítás
Ez a szócikk részben vagy egészben  a   Bledian Krasniqi című angol Wikipédia-szócikk fordításán alapul.  Az eredeti cikk szerkesztőit annak laptörténete sorolja fel. Ez a jelzés csupán a megfogalmazás eredetét és a szerzői jogokat jelzi, nem szolgál a cikkben szereplő információk forrásmegjelöléseként.